# Hồng An (phường)
Phường Hồng An là một phường thuộc thành phố Hải Phòng.

## Địa lý
Phường Hồng An có vị trí địa lý:
- Phía bắc giáp các phường Nguyễn Đại Năng, Lê Ích Mộc và Thiên Hương với ranh giới tự nhiên là sông Kinh Môn và sông Cấm.
- Phía nam giáp phường An Dương.
- Phía đông giáp phường Hồng Bàng.
- Phía tây giáp phường An Phong.

## Lịch sử
Địa giới phường An Hồng trước đây thuộc huyện An Dương, sau đó phần lớn thuộc quận Hồng Bàng, thành phố Hải Phòng.
Ngày 16 tháng 6 năm 2025, Ủy ban Thường vụ Quốc hội bàn hành Nghị quyết sắp xếp các đơn vị hành chính cấp xã thuộc thành phố Hải Phòng năm 2025. Theo đó, sắp xếp toàn bộ diện tích tự nhiên, quy mô dân số của phường Quán Toan, phường An Hồng và một phần diện tích tự nhiên, quy mô dân số của các phường An Hưng, Đại Bản, Lê Thiện,Tân Tiến thành phường mới có tên gọi là phường Hồng An.
Căn cứ theo đề án sắp xếp đơn vị hành chính cấp xã của thành phố Hải Phòng năm 2025, phường Hồng An được thành lập từ:
- Toàn bộ diện tích tự nhiên là 2,43 km² và quy mô dân số là 12.304 người của phường Quán Toan;
- Toàn bộ diện tích tự nhiên là 8,31 km² và quy mô dân số là 15.338 người của phường An Hồng;
- Một phần diện tích tự nhiên là 5,32 km² và quy mô dân số 16.879 người của phường An Hưng;
- Một phần diện tích tự nhiên là 10,85 km² và quy mô dân số là 20.025 người của phường Đại Bản;
- Một phần diện tích tự nhiên là 0,14 km² và quy mô dân số là 160 người của phường Lê Thiện, quận An Dương;
- Một phần diện tích tự nhiên là 0,59 km² và quy mô dân số là 65 người của phường Tân Tiến, quận An Dương.

Phường Hồng An có diện tích tự nhiên là 27,64 km2 (đạt 502,55% so với quy định), quy mô dân số là 64.771 người (đạt 143,94% so với quy định).
Về tên gọi, phường Hồng An được ghép từ 2 yếu tố: "Hồng" trong Hồng Bàng và "An" trong An Dương, thể hiện sự gắn kết giữa hai địa phương Hồng Bàng và An Dương trước kia do khu vực thành lập phường Hồng An trước đây thuộc huyện An Dương, sau đó được sáp nhập về quận Hồng Bàng.